# Ssawka

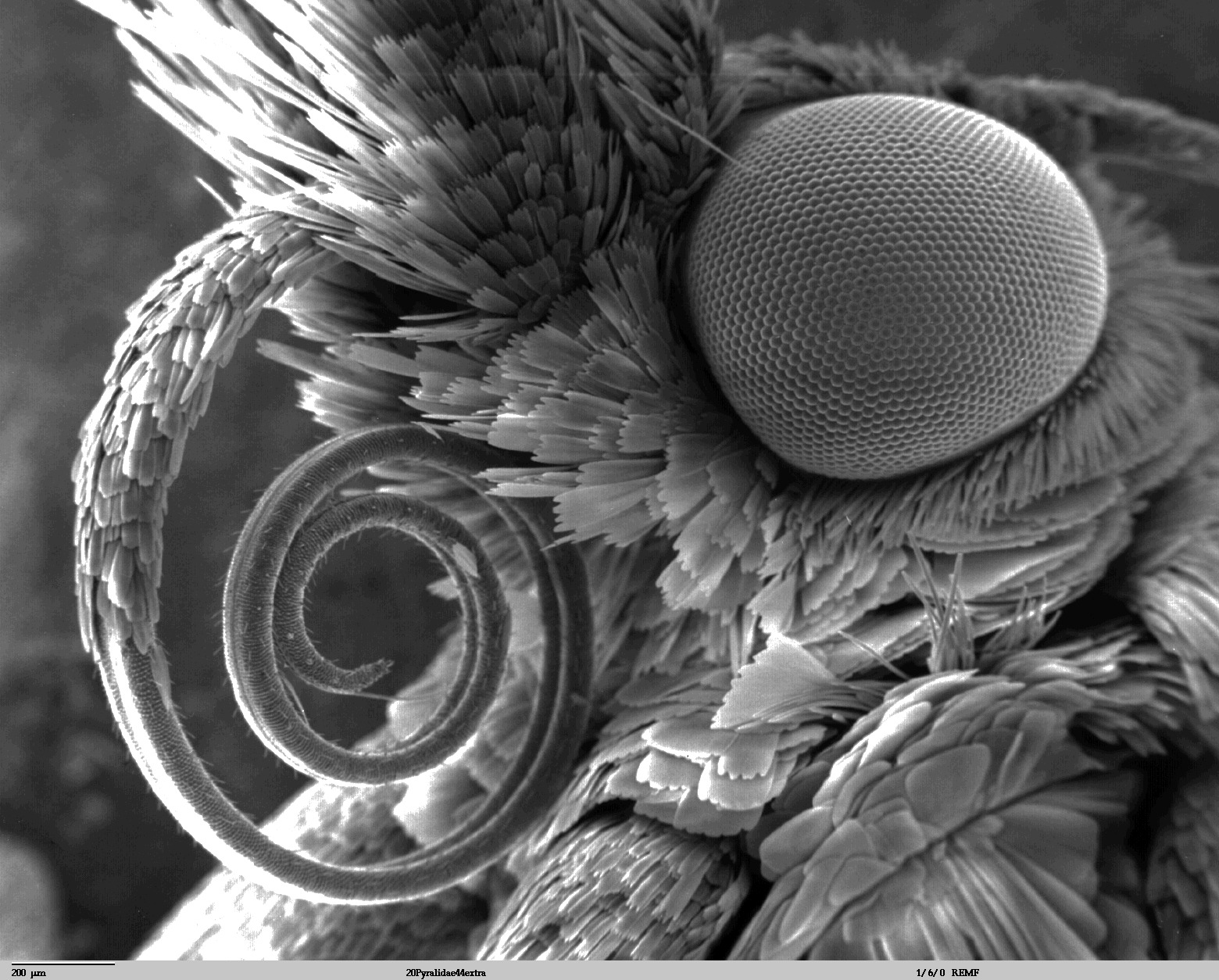
Oko złożone i zwinięta ssawka ćmy

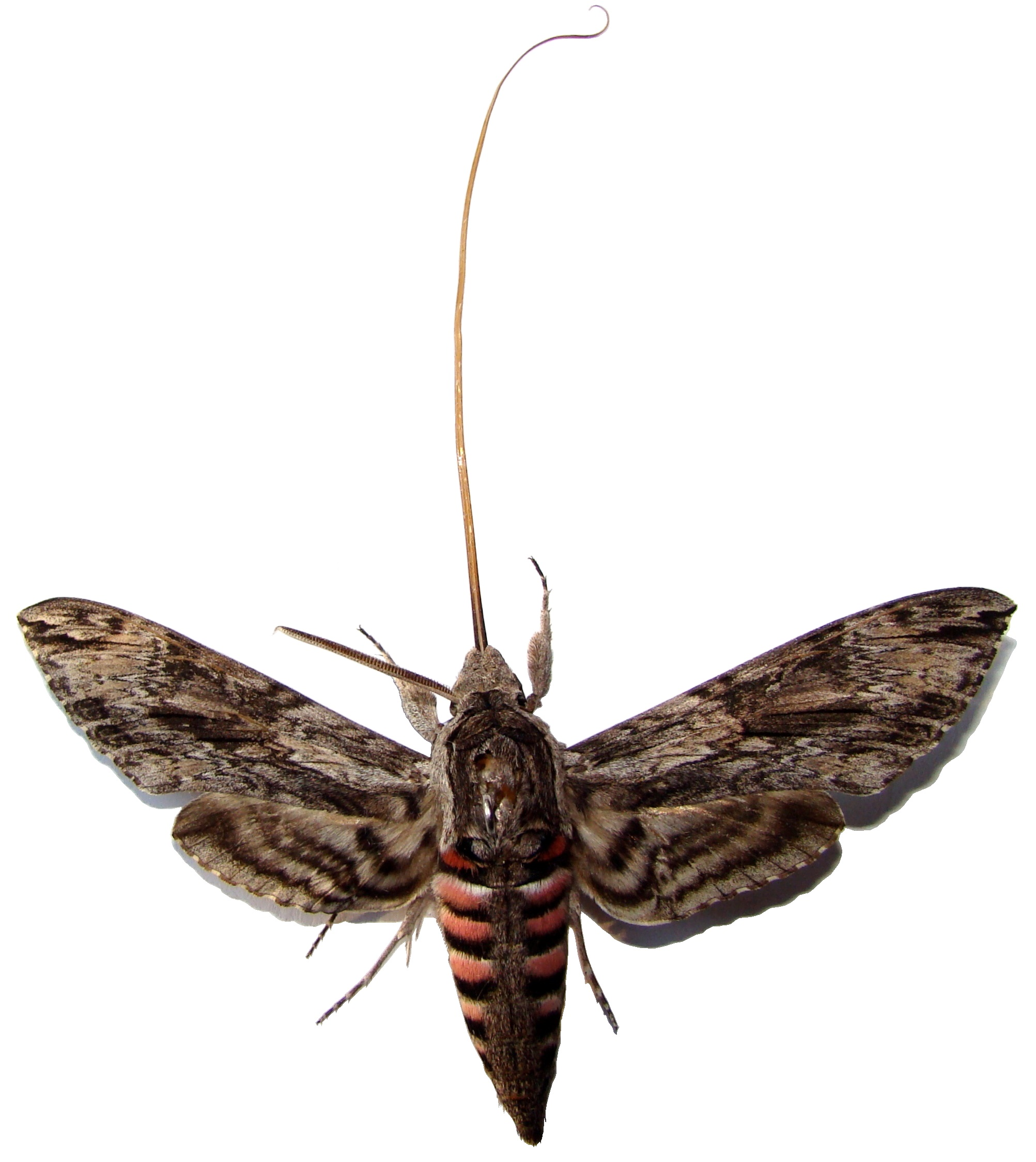
Długie proboscis u zawisaka powojowca (Agrius convolvuli)

Ssawka, trąbka (łac. haustellum, proboscis) – wieloznaczny termin stosowany w zoologii dla określenia wydłużonego, nieparzystego przydatku na głowie niektórych zwierząt, głównie bezkręgowych, zazwyczaj połączonego z otworem gębowym i służącego do pobierania pokarmu. W poszczególnych grupach zwierząt ma różnorodną budowę. Oprócz pobierania substancji pokarmowych może też pełnić funkcje czuciowe, oddechowe lub czepne.
W botanice ssawka (haustorium) to organ ssący występujący u grzybów pasożytniczych lub roślin pasożytniczych, przystosowany do czerpania substancji odżywczych z ciała żywiciela. Mogą to być przekształcone korzenie (u roślin) lub specjalnie wykształcone struktury (u grzybów).
Proboscis motyli stanowi ssącą część narządu gębowego. Może się zwijać w jednej płaszczyźnie. Jest utworzony z długich, ruchomo zestawionych żuwek zewnętrznych i przystosowany do wysysania nektaru kwiatów.
U mszyc jest to przekształcona górna warga.
Termin proboscis jest używany również dla określenia ryjka niektórych zwierząt, u ssaków nazywany jest trąbą.